# Соціальний паразитизм
Соціальний паразитизм (або соціальні негідники) — це  термін, який стосується групи чи класу в суспільстві, які, як вважають, завдають шкоди більшості, отримуючи від них несправедливі переваги таким чином, що суперечить домінуючій або офіційно нав'язаній етиці чи моралі.
Пейоративна фраза «соціальний паразит» використовувалася в різних країнах, у різні часи, особливо в періоди соціальних потрясінь для позначення цілого соціального класу, такого як аристократія чи буржуазія. Серед них і рантьє, котрих звинувачували в тому, що вони живуть за рахунок нетрудових доходів, і тому були офіційно оголошені паразитами в опозиції до робітничого класу. Фраза використовувалася для окремої людини чи групи людей, котрі живуть за рахунок іншої людини або соціальної групи. Інколи термін використовується полемічно у засобах масової інформації та політичних дебатах, і як правило, поширюється на безробітних, одержувачів соціальних допомог, довгострокових студентів (особливо в давньому історичному минулому), шукачів притулку, або навіть багатодітних сімей. Використання терміна «паразит» як біологічної метафори розвинулося з початку 17 століття.
Критики звинувачують деякі засоби масової інформації у використанні медіарепортажів про окремі випадки для розпалювання настроїв і таким чином викликають соціальну заздрість у частини суспільства та дискредитують соціальну державу. Передбачається, що «соціальні паразити» застосовують стратегію паразитизму до соціальної тканини, тобто щоб годувати за рахунок «господаря», не обов'язково від нього залежачи. Біологізм є подвійно хибним, оскільки паразитизм пов'язаний виключно з експлуатацією інших видів.

## Історія. Використання терміна
У просторіччі дармоїдство — зневажливе «проживання на чужий кошт, чужою працею; неробство». 

рос. Тунеядство походить від старословянського слова "туне" — «даремно», походження слова не зовсім ясне; пропонується розвиток семантики «невеликої вартості, дешевий».
Слово «дармоїд» вживалося у деяких законодавчих актах Російської імперії, але не мало особливих ознак злочину. Петровський «Табель про ранги», визначаючи місце в ієрархії державної служби, деякою мірою давав можливість висунутися талановитим людям з нижчих станів. «Щоб тим охоту подати до служби і оним честь, а не нахабам і дармоїдам отримувати», — свідчила одна з описових статей закону. У дорадянські часи в поняття дармоїдства не вкладалося ніякого особливого соціально значущого контексту. Нероба жив за рахунок своїх близьких, суспільною мораллю це не схвалювалося, і не більше того. У Радянському Союзі під дармоїдством вже розумілося паразитичне існування не за рахунок окремих громадян, а за рахунок усього суспільства. Залежно від точки зору, «соціальний паразит» може бути одним із кількох класів.
Словник з етики за редакцією Тофтул М. Г. описує дармоїдство як соціально-психологічну форма поведінки і спосіб життя людини, що виявляється в стійкому і упертому небажанні працювати, відверненні від трудової діяльності, схильності до нетрудового одержання засобів до існування.
Дармоїд веде дозвільний спосіб життя. Зневажає працю, паразитує на результатах праці інших людей. Тотожними або близькими за значенням стосовно слова «дармоїд» є такі терміни: «ледар», «нероба», «трутень», «паразит», «нахлібник», «похлібець», «кровосос», той, що «протирає штани». Дармоїдство, як правило, має дуже багато моральних вад. Особливого осуду заслуговують ті дармоїди, які мають неповнолітніх дітей. Дармоїди дуже часто стають злочинцями. У деяких державах дармоїдство карається законом. Безробітні не відносяться до армоїдів. Хоча відомо, що людина, яка здобула високу професійну підготовку, здатна оперативно освоїти нову кваліфікацію, яка користується попитом, має більшу ймовірність не втратити роботу.

### Японія
У японській нації словосполучення «паразитичні самотні» ((яп.)パラサイトシングル) використовується для позначення людей, які живуть зі своїми батьками та за їх кошт до відносно похилого віку (до кінця двадцяти або до початку тридцятирічного віку), щоб насолоджуватися зручністю чи зручним та миттєво безтурботним життям. Також іноді використовується варіант «паразитарні одинаки». Відсоток із них відповідає хікікоморі («відключений»).

### Нацистська Німеччина
У 1930 -х роках нацистський режим розпочав пропагандистську кампанію, щоб зобразити психічно хворих та інвалідів як «паразитів у суспільстві» в рамках своєї супрематичної доктрини, спрямованої на досягнення расової чистоти та «гігієни» (див. у зв'язку з цим статтю Aktion T4).
Нацисти розглядали деякі групи осіб (особливо євреїв, а також слов'ян, циган, гомосексуалістів тощо) як «недолюдей» (untermensch) і зазвичай порівнювали їх з паразитами, щурами та іншими шкідниками; «унтерменша», які повинні бути усунені.

### Соціальний паразитизм в Радянському Союзі
У тексті «Інтернаціоналу», відомої пісні соціалістичного інтернаціоналізму, яка була прийнята як радянський гімн між 1917 і 1941 роками, містилося пряме посилання на паразитів кількома мовами (включаючи російську). У радянській версії, зокрема, можна знайти пряме посилання на паразитів:
|  | Лишь мы, работники всемирной Великой армии труда! Владеть землей имеем право, Но паразиты – никогда! |

Соціальний паразитизм (рос. тунеядство) у радянському законодавстві в системі економічних, соціальних і культурних прав — це «паразитичне існування за рахунок суспільства». За радянським кримінальним законодавством «тунеядство» каралося, а суть його полягала в тривалому, більше чотирьох місяців підряд (або протягом року в цілому), проживання повнолітньої працездатної особи на нетрудові доходи з ухиленням від суспільно корисної праці (ст. 209 КК РРФСР).
4 травня 1961 року підставі ст. 12 Конституції Президія Верховної Ради РСФСР прийняла указ: рос. «Об усилении борьбы с лицами (бездельниками, тунеядцами, паразитами), уклоняющимися от общественно-полезного труда и ведущими антиобщественный паразитический образ жизни».
У законодавстві СРСР в 1961—1991 роках "тунеядство" — це склад злочину, що полягав у «тривалому проживанні повнолітньої працездатної особи на нетрудові доходи з ухиленням від суспільно корисної праці». У Радянському Союзі, який проголошував себе «пролетарською державою», кожна повнолітня особа, яка не мала (тяжкої) інвалідності, кожна доросла працездатна людина повинна була працювати до офіційного виходу на пенсію. Таким чином, безробіття було офіційно та теоретично усунене. Ті, хто не працював, не навчався і не надавав будь-яких послуг, ризикували бути притягнутими до кримінальної відповідальності за "тунеядство", а в деяких випадках навіть бути оголошеними ворогами народу, відповідно до соціалістичного принципу «від кожного за можливостями, кожному за потребами». Проте дисидентам і відмовникам, багато з яких належали до радянської інтелігенції , часто висувалися звинувачення в соціальному паразитизмі (часто несправедливо чи неправомірно). Оскільки радянський режим майже завжди вважав їхні твори ідеологічно образливими, держава — фактично єдиний роботодавець — перешкоджала їм отримати офіційну роботу. Щоб уникнути судових позовів за курсове "тунеядство", багато з них погодилися взяти некваліфіковану (але не надто трудомістку) роботу, наприклад, підмітальників чи пожежників. Це дозволяло їм не залишатися поза законом, продовжуючи займатися своєю основною діяльністю, як автори літературних творів або як окремі дослідники. 
У 1961 році 130 000 людей були визначені як провідниками «антисоціального, паразитичного способу життя» в Російській Радянській Федеративній Соціалістичній Республіці. Обвинувачення в паразитизмі часто застосовувались до дисидентів та відмовників, багато з яких були інтелектуалами. Оскільки їх твори розглядалися як проти режиму, держава заважала їм працевлаштовуватися. До списку небажаних осіб, заарештованих і звинувачених у злочині «соціального паразитизму» увійшли деякі відомі імена, як от російський поет Йосип Бродський (був звинувачений у "тунеядстві" з боку радянських властей). Судовий процес 1964 року встановив, що його ряд дивних робіт та роль поета не є достатнім внеском у суспільство. Бродського в 1964 році було засуджено до п'яти років заслання, покинуnb Ленінград (нинішній день Санкт-Петербург) у внутрішнє заслання у віддалене містечко Архангельської області. Приблизно через двадцять років, у 1987 році (у розпал епохи гласності та перебудови за радянського лідера Михайла Горбачова), він отримає Нобелівську премію з літератури.

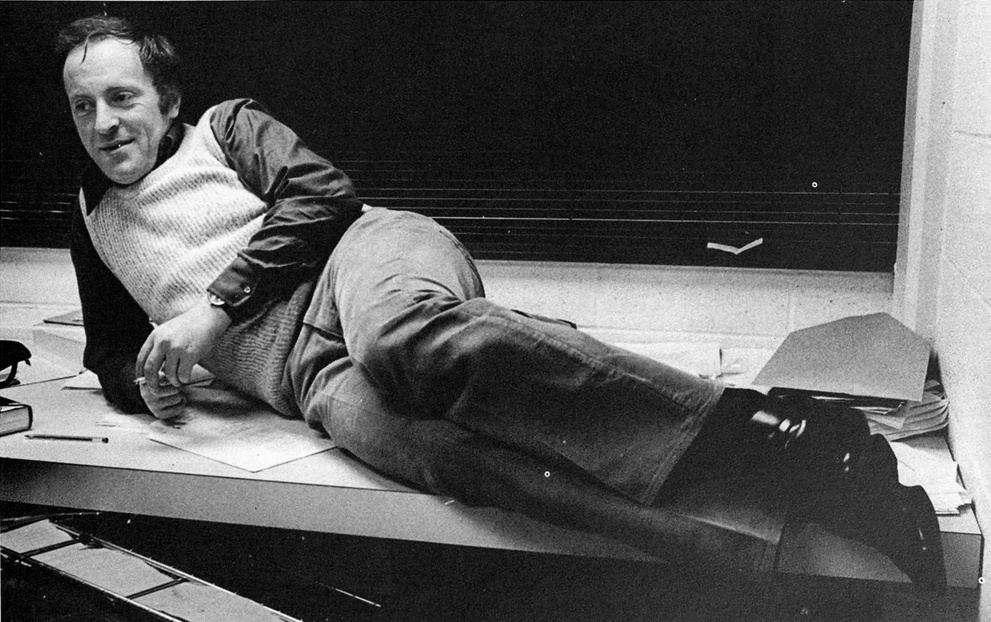
Російський поет Йосип Бродський (1940 —1996) був засуджений у 1964 році на п'ять років виселення з Ленінграда в Архангельську область за тунеядство. У 1987 році він отримав Нобелівську премію з літератури.

Оскільки в часи радянської влади існувало особливе масове медіа і офіційна культура, то за незаконно організовані концерти музиканти могли бути виключені з клубу, а втрата членства переводила музикантів з розряду «самодіяльних артистів» в розряд «ідеологічних диверсантів», «тунеядців». Будь-які неофіційні концерти в той час можна було представити як підсудну діяльність. Не офіційні артисти «радянської естради» аж до 1987 року не могли заробляти на життя своєю музичною творчістю.
Орієнтовно у 1970-их роках у радянському суспільстві до бездомних і безпритульних почав застосовуватися термін «бомж», що був абревіатурою «рос. лицо без определенного места жительства» і в суспільстві поширеним стає вислів «бомж — вища форма егоїзму», чим підкреслювалося зневажливе ставлення до цих людей, оскільки вважалося, що вони просто не хочуть працювати.
У зв'язку із запитами правоохоронних органів про порядок застосування статті 214 Кримінального кодексу Української РСР і на підставі пункту 5 статті 108 Конституції Української РСР Президія Верховної Ради Української РСР постановляла, що відповідно до статті 214 «Заняття бродяжництвом чи жебрацтвом або ведення іншого паразитичного способу життя» Кримінального кодексу Української РСР, слід розуміти:
 під заняттям бродяжництвом — блукання особи, яка не має постійного місця проживання, з одного населеного пункту в інший або в одному місті (районі) з одного місця в інше і яка проживає на нетрудові доходи з ухиленням від суспільно корисної праці понад 4 місяці підряд або понад 4 місяці в цілому протягом року;
під заняттям жебрацтвом — проживання особи на нетрудові доходи, які добуваються шляхом випрошування у сторонніх громадян грошей, продуктів харчування, одягу та інших матеріальних цінностей;
під веденням іншого паразитичного способу життя — тривале, понад 4 місяці підряд або понад 4 місяці в цілому протягом року, проживання повнолітньої працездатної особи на нетрудові доходи з ухиленням від суспільно корисної праці.
До нетрудових доходів належать кошти, що добуваються азартними іграми, ворожінням, випрошуванням, дрібною спекуляцією та іншими протиправними способами.

Такою, що проживає на нетрудові доходи, є особа, для якої ці доходи становлять основний або один з головних засобів до існування.
Відповідальність за тунеядство виключена Законом РСФСР від 5 грудня 1991 року. В законодавстві РФ термін не вживається. 

В 1991 році Законом України «Про зайнятість населення» була ліквідована відповідальність за тунеядство, легалізоване безробіття.
Постанова Президії Верховної Ради Української РСР
«Про порядок застосування статті 214 Кримінального кодексу Української РСР» втратила чинність згідно із Законом України від 7 липня 1992 року N 2547-XII.
Право на працю, свобода праці і свобода трудового договору, а також право на відпочинок, право на соціальне забезпечення, право на охорону здоров'я, право на страйк, право на відшкодування шкоди, — при плановій адміністративно-командній економіці багато що з цих проголошених у Конституції прав мали декларативний, суто формальний характер, насправді, тобто фактично, держава часто дбала про розвиток і
вдосконалення виробничої сфери, модернізації та впровадження нових сучасних технологій і як результат — низька продуктивність праці, низька її оплата, слабка зацікавленість у результатах праці, бо повсюдно панувала зрівнялівка. Так звана повна зайнятість населення та неухильне зростання його життєвого рівня насправді були лише ідеологічною ширмою, рівень добробуту та рівень організації праці повсюдно, тобто у масштабі всього колишнього СРСР значно відставав як від загальносвітових, так і європейських стандартів.
З ухваленням Конституції України кожен має право володіти, користуватися і розпоряджатися своєю власністю, результатами своєї інтелектуальної, творчої діяльності. Основний закон також гарантує непорушність права власності. Конституція України ж забороняє примусову працю.

### Білорусь
Політика, запроваджена у 2015 році, яку спостерігачі відзначили як таку, котра нагадує ініціативи радянських часів, включала податок для тих, кого вважали «соціальними паразитами». Визначення людей, які у працездатному віці працюють до 183 днів на рік та не виключені до домогосподарств чи фермерів, які проживають на дому, у розмежуванні так званим «податкоом на дармаїдство» було призупинено після протестів у кількох великих міських центрах.

## Виноски
1. ↑  Вторгнення нацистських військ до Радянського Союзу 22 червня 1941 року (операція «Барбаросса») призвело до початку Східного фронту Другої світової війни, що зробило радянський режим незмінно більш націоналістичним. Не дарма цю воєнну пожежу в СРСР (як і в нинішній Росії) називають Великою «Вітчизняною війною».